# داريوش بارانوسكي
داريوش بارانوسكي (بالبولندية: Dariusz Baranowski) مواليد 22 يونيو 1972 في واوب جيخ، بولندا، هو دراج بولندي. شارك في دورة الألعاب الأولمبية الصيفية.

## روابط خارجية
- داريوش بارانوسكي على موقع الاتحاد الدولي للدراجات (الإنجليزية)
- داريوش بارانوسكي على موقع أرشيف الدراجات (الإنجليزية)
- داريوش بارانوسكي على موقع إحصائيات الدراجات الإحترافية (الإنجليزية)
- داريوش بارانوسكي على موقع نسبة الدراجات (الإنجليزية)
- داريوش بارانوسكي على موقع CycleBase (الإنجليزية)
- داريوش بارانوسكي على موقع أوليمبيديا (الإنجليزية)
- داريوش بارانوسكي على موقع اللجنة الأولمبية البولندية (مؤرشف) (البولندية)